# Adrien Limagne
Adrien Limagne (né le 21 septembre 1829 à Nîmes et mort le 8 octobre 1891 à Paris, est un compositeur français. Il fut un des six finalistes du concours de composition organisé par Jacques Offenbach en 1856. Il fut aussi professeur au pensionnat des Frères des écoles chrétiennes à Passy.

## Œuvres
- Chansons[5]
- Duos concertants et progressifs pour le violon[5]
- Les Danses du temps passé[5]
- Les Deux talismans[5]
- Le Rêve du page[5]
- Le Revers de la médaille[5]
- La Vénus de Milo[5]
- Manuel de la fanfare[5]
- Pierrot pendu[5]
- Solfège-Manuel composé spécialement pour les cours de solfège (3 volumes)[5]